# Dear my company
『Dear my company』（ディア マイ カンパニー）は、2000年にリリースされた来生たかおの20枚目のオリジナルアルバム（CD〈規格品番：UMCK-1004〉）である。

## 概要
※原則的に、来生たかおは“来生”に省略、来生えつこは“来生えつこ”と表記。
歌手デビュー25周年記念アルバムであり、「シルエット・ロマンス」「セカンド・ラブ」「セーラー服と機関銃」の提供歌手である大橋純子、中森明菜、薬師丸ひろ子を迎え、デュエットを実現させている（薬師丸ひろ子とのデュエット曲名は「夢の途中」）。作詞においても来生姉弟にゆかりのある井上陽水、忌野清志郎、尾崎亜美、永六輔、柚木美祐が参加している。また、糸井重里の参加は実現しなかったが、ブックレットの“Special Thanks”にはその名が明記されている。
どのメロディーに誰が歌詞を付けるかという振り分けはディレクターに任され、収録時間の都合により収録を見送られた楽曲もあったという。来生えつこは弟が用意したメロディーに対し、“それぞれに奥行きや工夫が見られ、駄作はない”と語っている。
ブックレットの冒頭には、歌手デビュー25周年に際しての姉弟それぞれのコメントが記されており、レコーディング風景、愛車、愛犬等の写真も収められている。
編曲者の“矢倉銀”は、来生のペンネームである。
レコーディング・マスタリングにはHDCDが採用されている。

## パッケージの体裁

### アルバムタイトル
※初出のジャケット表記“Dear my company”以外のもの
帯
“ディア マイ カンパニー”
なお、各種ディスコグラフィーによっても表記は片仮名やアルファベットになっている。

### ディスクジャケット
ジュエルケースにブックレットを挿入

### 帯のコピー
来生えつこ&来生たかおプロデュース 25周年記念アルバム　作詞：井上陽水・忌野清志郎・尾崎亜美・永六輔 他 デュエット・ウィズ：中森明菜・薬師丸ひろ子・大橋純子　ボーナストラック「地上のスピード」シングルヴァージョンを含む新録全13曲収録

## 収録曲
1. ねがえり（4：53）
  - 作詞：忌野清志郎 ／ 作曲：来生たかお ／ 編曲：萩田光雄
  - 姉弟共々、依頼した作詞の中で最も感銘を受けたという。来生は急逝した忌野について語った折り、“忌野清志郎作品の中でも上位に入る出来”と評している[2]。
  - 忌野自身もファンクラブ会員向けの非売品CD『大盤振舞 狂い咲き』（2002年1月1日リリース）でカバーしている。
2. 地上のスピード（5：41）
  - 作詞：井上陽水 ／ 作曲：来生たかお ／ 編曲：矢倉銀
  - 井上はコーラスでも参加しており、レコーディング時、旧知の友である来生に、“自らの運転する車の中で気持ち良く聴けるように”との注文を出したと述べている[3] 。 また、アルバム・シングル2つのヴァージョンが存在するのは、井上の提案だったという[4]。
3. シルエット・ロマンス Duet with 大橋純子（4：38）
  - 作詞：来生えつこ ／ 作曲：来生たかお ／ 編曲：松田真人
4. My Cousin（4：50）
  - 作詞：来生えつこ ／ 作曲：来生たかお ／ 編曲：富田素弘
  - 1枚目のアルバム『浅い夢』に収録されている「ボートの二人」の続編として構想されたらしい。
5. 窓辺から（3：38）
  - 作詞：来生えつこ ／ 作曲：来生たかお ／ 編曲：武沢豊
6. セカンド・ラブ Duet with 中森明菜（4：34）
  - 作詞：来生えつこ ／ 作曲：来生たかお ／ 編曲：萩田光雄
  - 中森にとって初めてのデュエット企画で、“不安もありましたが私なりに頑張ってみました”と述べている[3] 。来生は、中森の歌に説得力が増していることに驚いたという[5]。なお、編曲は中森に提供した当時のものを基調としておりオリジナル・シングル盤の編曲と同様に萩田光雄が担当している。
7. Green Door（5：04）
  - 作詞：尾崎亜美 ／ 作曲：来生たかお ／ 編曲：安部潤
  - 1995年、SHARP「液晶ビューカム」のCFで使用された「陽ざしの風景」（作詞：来生えつこ）のタイトル・歌詞を改変した楽曲。
8. 君に嘘をついた（4：45）
  - 作詞：柚木美祐 ／ 作曲：来生たかお ／ 編曲：板村文
9. 時の果実（5：41）
  - 作詞：来生えつこ ／ 作曲：来生たかお ／ 編曲：富田素弘
10. 夢の途中 Duet with 薬師丸ひろ子（4：41）
  - 作詞：来生えつこ ／ 作曲：来生たかお ／ 編曲：松田真人
  - 来生は薬師丸の歌唱を“以前と変わらない天使のような若々しい歌声”と評している[5]。
11. Goodbye Day（5：29）
  - 作詞：来生えつこ ／ 作曲：来生たかお ／ 編曲：板村文
  - 本アルバムリリースの時点で4回目のセルフカバー。
  - 楽曲の詳細は企画アルバム『来生たかお』、オリジナルアルバム『Sparkle』を参照。
12. いいのかな…（4：31）
  - 作詞：永六輔 ／ 作曲：来生たかお ／ 編曲：安部潤
  - シンプルを旨とする永の歌詞は分量が少なく、来生は“これだけ?”と思ったと述べており[6]、作曲に際しては、歌詞の一部を何度も繰り返して用いる等の工夫が見られる。なお、この頃の永は既にほとんど表立った作詞家活動をしていなかった。
13. 地上のスピード（シングル・ヴァージョン）（5：37）
  - 作詞：井上陽水 ／ 作曲：来生たかお ／ 編曲：安部潤
  - 第36弾オリジナルシングル（2000年10月21日リリース）で、ANB系ドラマ『八丁堀の七人』第2シリーズ（2001年1月18日 - 3月15日）の主題歌として使用された。
  - 2曲目同様、井上陽水がコーラスで参加している。

## 参加ミュージシャン
- Keyboards：永田一郎（1,6）、松田真人（2,3,10,12）、富田素弘（4,9）、武沢豊（5）、安部潤（7,13）、板村文（8,11）
- Guitar：吉川忠英（1）、武沢豊（2,5,8,11）、土屋潔（3）、富田素弘（4）、松原正樹（6）、関淳二郎（7）、古川望（10）、松下誠（13）
- Wood Bass：バカボン鈴木（1）
- Electric Bass：美久月千晴（2,3,8,11）、高水健司（6）、宮下智（7,13）
- Drums：山木秀夫（3,9）、島村英二（6）、鈴木達也（13）
- Chorus：井上陽水（2,13）
- Percussion：三沢またろう（3,10）、カルロス菅野（5）、ペッカー（7,13）
- Strings：加藤高志グループ（3）、篠崎正嗣グループ（6,11）、金原千恵子グループ（9）
- Operator：中山信彦（1,6,12）、石川鉄男（2）、梅原篤（3,10）、Nobuo Moriyasu（4,9）、武沢豊（5）、安部潤（7）、板村文（8,11）
- Harmonica：Tatsumi Noritoki（12）
- Sop. Sax：鈴木明夫（7）
- Trumpet：エリック宮城（13）
- Trombone：中川英二郎（13）
- Tenor Sax：竹野昌邦（13）

## 参加スタッフ
- Exective Producers：軽部重信（KITTY MME）、本間一泰（Simplex Music）
- Co-Producer：本間一泰
- Directer：井川彰夫（reM）
- Assistant Engineers：A.Yamamoto、Y.Miyasaka、T.Uchikawa（HITOKUCHI-ZAKA）、K.Yoshino、S.Kawai（UNIVERSAL RECORDING）、K.Miyazaki（GREENBIRD）、T.Iyo（WanderStation）、K.Yoshida（Sound City）
- Mastering Engineer：Yasman
- Lyrics Cordinator：宮崎真哉（Because）
- A&R：Masanobu Suezaki（KITTY MME）
- Rublic Relation：Hiroshi Ohara（Universal Music）
- Art Direction & Design：BearGraphics
- Photography：三島浩
- Artwork Cordination：Naoko Iwasaki（Universal Music）
- Special Thanks To Nao Funatsu（CAMP）、Saiki Tsuchida（CRAWL×CRAWL）、Fumiko & Sinsuke Murakami（Office Mel）、Tetsya Nishiyama（RAKU KOBO）、Takashi Kadomura（FAITH）、Osamu Kuramoto（B's CLUB OFFICE）、Toshiyuki Satoh（Babys）、南青山MANDALA、多賀英典、星勝、Katsuya Yasumuri、Yoshihiro Kanda、竹脇隆、渡辺智加、Kazuhito Geni、Kazuhiro Ando、高橋宏幸、高橋良一、Takehiro Kase、糸井重里、Sumiyo Takahashi、Atsue Homma、来生優子